# 2000 في كرواتيا
فيما يلي قوائم الأحداث التي وقعت خلال عام 2000 في كرواتيا.

## سياسة

### تعيين في المنصب
- 2 فبراير – زلاتكو تومسيتش رئيس كرواتيا.
- 18 فبراير – ستيبان ميسيتش رئيس كرواتيا.

### انتهاء فترة المنصب
- 18 فبراير – زلاتكو تومسيتش رئيس كرواتيا.

## رياضة
- 1 يناير – بطولة أوروبا لكرة اليد للرجال 2000

## مواليد

### فبراير
- 10 فبراير – دومينيك كوتارسكي[1]

### يونيو
- 20 يونيو – روكو باتروينا لاعب كرة قدم كرواتي.[2]

### نوفمبر
- 20 نوفمبر – ميهيلا لازيتش

## وفيات

### يناير
- 1 يناير – فرانيو كوكولجفيتش (مواليد 1909) لاعب كرة مضرب كرواتي.